# Carl Alfred Brattström

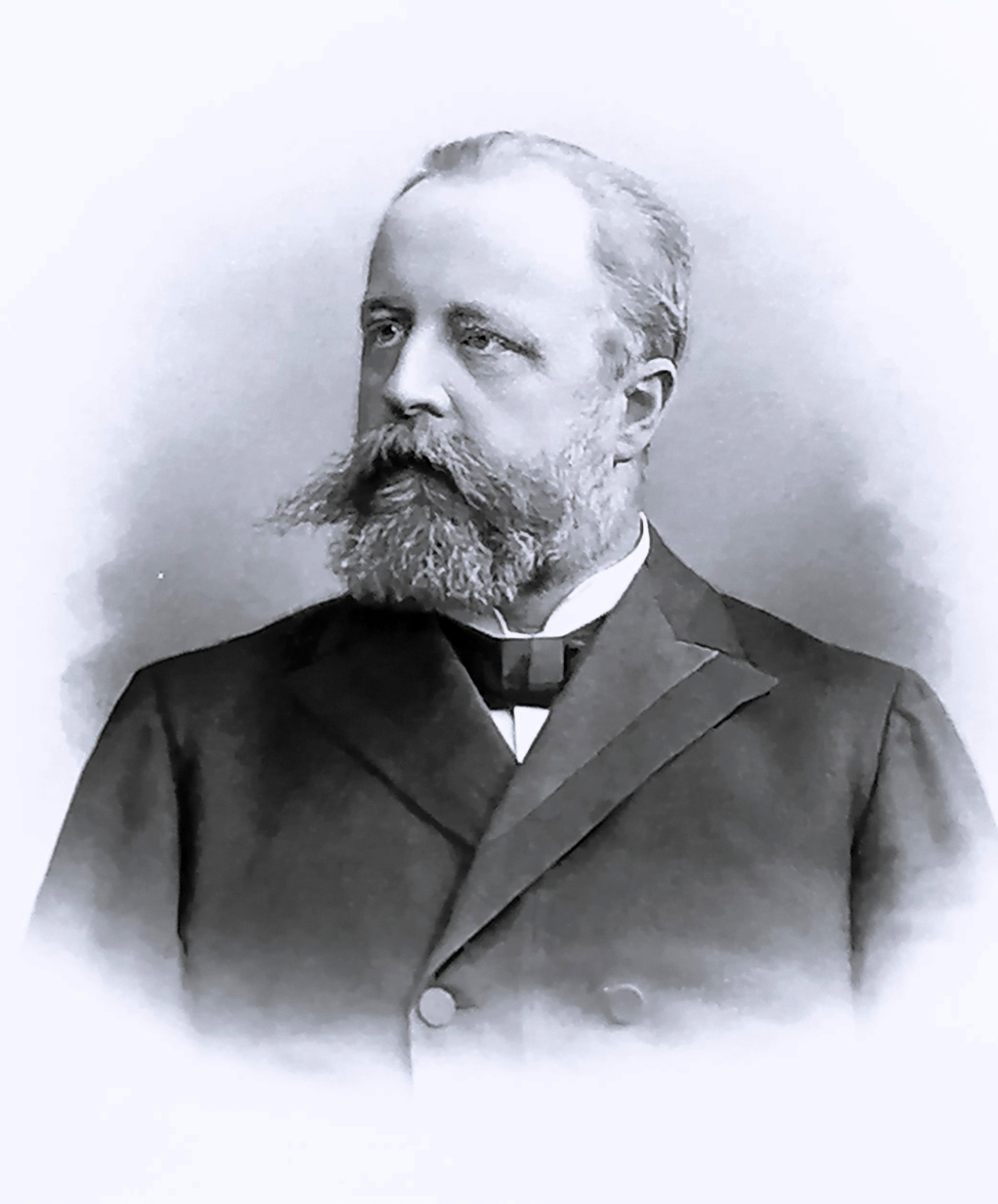
Senator Alfred Brattström

Carl Alfred Brattström (* 28. September 1847 in Lübeck; † 4. August 1911 ebenda) war Kaufmann und Senator der Hansestadt Lübeck.

## Leben
Carl Alfred Brattström war der Sohn des Lübecker Kaufmanns Marcellus Brattström.
Brattström besuchte das Katharineum und trat 1865 in das von seinem Vater und dem Senator Heinrich Wilhelm Haltermann geführte Handelshaus Haltermann & Brattström wo er den Kaufmannsberuf erlernte. Nachdem sein Vater 1874 starb – Haltermann verstarb bereits 1871 – übernahm er das Geschäft als alleiniger Inhaber.
Um 1880 begann seine öffentliche Tätigkeit. Brattström wirkte in der Steuerbehörde, in der Oberschulbehörde, als Mitglied der Handelskammer (1882) und als Vorsteher des Waisenhauses.
1883 beteiligte sich Brattstöm an der Gründung und Konstituierung des Vaterstädtischen Vereins und war von 1889 bis 1892 Vorsitzender dieser kommunalpolitischen Organisation.
1883 wurde Brattström als einer der Ersten Kandidaten des Vaterstädtischen Vereins in die Bürgerschaft gewählt. Man entsandte ihn für drei Wahlperioden in den Bürgerausschuss.
Am 23. Mai 1892 wurde er an Stelle des am 4. Mai 1891 verstorbenen Senators Georg Friedrich Harms zum Mitglied des Lübeckischen Senates gewählt. 1899 sah er sich im Interesse seines Geschäftes gezwungen, auf Grund des Artikels 9 der freistaatlichen Verfassung aus dem Senat am 12. August 1899 auszutreten. Er zog sich ab 1901 von allen öffentlichen Vorgängen zurück.
Er war Mitglied der Lübecker Freimaurerloge Zur Weltkugel.